# 카티 오우티넨
카티 오우티넨(Kati Outinen, 1961년 8월 17일 ~ )은 핀란드의 배우이다.

## 출연 작품
- 에브리씽 아웃사이드 (2018)
- 희망의 건너편 (2017)
- 트루 크라임 (2016)
- 남과 여 (2015)
- 크라운와이즈 (2013)
- 어거스트 풀스 (2013)
- 르 아브르 (2011)
- 헬싱키, 포에버 (2008)
- 사우나 (2008)
- 아비다 (2006)
- 황혼의 빛 (2006)
- 플라야 델 푸투로 (2005)
- 팝 뮤직 (2004)
- 과거가 없는 남자 (2002)
- 텐 미니츠 - 트럼펫 (2002)
- 스파이 게임(영어판) (1999)
- 유하 (1999)
- 어둠은 걷히고 (1996)
- 타타아나, 당신의 스카프를 조심하세요 (1994)
- 성냥공장 소녀 (1989)
- 햄릿 장사를 떠나다 (1987)
- 천국의 그림자 (1986)